# تفره گبر
تفره گبر یک فعال کارگری و حقوق بشر اتیوپیایی - آمریکایی و مدیر ارشد برنامه صلح سبز ایالات متحده آمریکا است. او از سال ۲۰۱۳ تا ۲۰۲۲ معاون اجرایی فدراسیون کارگران آمریکا و کنگره سازمان‌های صنعتی بود.

## اوایل زندگی
گبر وقتی ۱۴ ساله بود، از اتیوپی گریخت و هفته‌ها به سودان رفت. او تا ۱۵ سالگی در یک اردوگاه پناهندگان در سودان زندگی کرد، تا اینکه به او پناهندگی سیاسی داده شد و به تنهایی وارد لس آنجلس شد.
گبر در سال ۱۹۸۷ از دبیرستان بلمونت در مرکز شهر لس آنجلس فارغ‌التحصیل شد. او با بورسیه دوومیدانی در کال پلی پومونا شرکت کرد و بعداً با مدرک لیسانس در بازاریابی بین‌المللی از کالج فارغ‌التحصیل شد. زمانی که در کالج بود، اولین کار اتحادیه خود را به عنوان لودر شیفت شب در UPS و عضو اتحادیه بین‌المللی برادری تیمسترز محلی ۳۹۶ انجام داد. او شغل اتحادیه خود را به خاطر ایجاد امکان برای او برای تحصیل در کالج اعتبار می‌داند.

## حرفه
گبر در اوایل کار خود برای رئیس وقت مجلس ایالتی کالیفرنیا، ویلی ال. براون جونیور، به عنوان کمک قانونگذاری کار کرد و دو بار به عنوان رئیس‌جمهور دموکرات‌های جوان کالیفرنیا انتخاب شد. او اولین سیاه‌پوست آمریکایی و اولین مهاجری بود که به رهبری دموکرات‌های جوان کالیفرنیا انتخاب شد.
اولین تلاش سازمان‌دهی اتحادیه گبر در اورنج کانتی یک کمپین موفق برای کارگران بهداشت بود. او به عنوان مدیر اجرایی فرونتلش، که در آن زمان بازوی جوانان و دانشگاه AFL-CIO بود، خدمت کرد. گبر از سال ۱۹۹۷ تا ۱۹۹۹ مدیر روابط دولتی برای کارگران محلی ۲۷۰ بود. او بعداً به عنوان مدیر سیاسی کالیفرنیای جنوبی فدراسیون کار کالیفرنیا خدمت کرد.
در سال ۲۰۰۶، گبر شروع به کار برای فدراسیون کارگری اورنج کانتی، سازمانی متشکل از ۹۰ اتحادیه، ابتدا به عنوان مدیر سیاسی آن، و سپس در سال ۲۰۰۸ به عنوان مدیر اجرایی گروه آغاز کرد. به عنوان مدیر، او با کمک به «تبدیل گروه چتر اتحادیه‌ها به یک نیروی سیاسی در قلمرو جمهوری خواهان» اعتبار داشت.<ref">"Tefere Gebre". AFL-CIO. Retrieved 14 November 2013.</ref>
به عنوان بخشی از تلاش برای شکست پیشنهاد ۳۲ کالیفرنیا در رای‌گیری سال ۲۰۱۲، گبر فدراسیون اورنج کانتی را از طریق تلاش گسترده با رای‌دهندگان و تلاش آموزشی رهبری کرد که نقش مهمی در شکست این ابتکار داشت.
فعالان کارگری پیشنهاد کردند که انتخاب گبر «نماینده یک تغییر نسلی و فلسفی در فدراسیون است - تغییری که به مشارکت‌های مترقی جدید و سازماندهی غیرسنتی ارزش می‌دهد.» در طول کنوانسیون که گبر در آن انتخاب شد، AFL-CIO کمپین‌های سازماندهی کارگران را که از مدل‌های غیرسنتی سازماندهی در جوامع مهاجر استفاده می‌کردند، برجسته کرد.
گبر در مصاحبه‌ای با هافینگتون پست گفت: «من شخصاً هرگز ندیده‌ام که یک جلسه کارگری بازتر و آماده‌تر برای جذب افراد بیشتر باشد - جنبش کارگری که اکنون می‌خواهد به‌خاطر افرادی که پشت میزها و در بازار عرق می‌ریزند صحبت کند. آشپزخانه‌های مک‌دونالد، رانندگان تاکسی، کارگران خانگی و کارگران روزمزد.»
گبر معاون اجرایی AFL-CIO بود. او در سال ۲۰۱۷ جایزه «سفیر سرگردان برای صلح» را دریافت کرد.
گبر در مارس ۲۰۲۲ به عنوان مدیر ارشد برنامه سازمان به صلح سبز آمریکا پیوست نیویورک تایمز گفت انتصاب او نشانگر «اهمیت فزاینده روابط بین سازمان‌دهندگان کارگری و محیط‌زیست در مورد تغییرات آب و هوایی است.»